# Judith Malina
Judith Malina (ur. 4 czerwca 1926 w Kilonii, zm. 10 kwietnia 2015 w Englewood) – amerykańska aktorka filmowa i teatralna, pisarka i reżyser, wraz z Julianem Beckiem założycielka The Living Theatre, archiwistka jego dokonań, autorka dzienników, tłumaczeń, esejów, poetka, współzałożycielka (wraz z Irą Cohenem) Akashic Records – wytwórni muzycznej, której celem jest ocalanie od zapomnienia i utrwalanie świętych tekstów, aktywistka antywojenna.

## Życiorys
Judith Malina urodziła się w rodzinie żydowskiej, w Kilonii, jako córka aktorki Rosel Zamory oraz rabina Maxa Maliny. W 1929 wraz z rodzicami przeniosła się do Nowego Jorku. Zainteresowanie sztuką przejawiała od dzieciństwa, w roku 1933 stworzyła wiersz przeznaczony dla manhattańskiej Synagogi Centralnej. W roku 1940 po śmierci ojca rzuciła szkołę. Naturalizowana na Amerykankę w 1944.
W 1945 roku Malina zapisała się do The New School for Social Reserch. Studiowała pod kierunkiem Erwina Piscatora, który rozwijał ideę teatru epickiego Bertolda Brechta, zrywając jednocześnie z tradycyjną narracyjnością form i koncentrując się na przekazie politycznym oraz agitacyjno-propagandowym. Filozofia teatru Piscatora znacznie wpłynęła na Malinę, przy czym, w przeciwieństwie do Piscatora, studentka kładła silny nacisk na anarchizm i brak przemocy. Jako aktorka debiutowała w 1945 roku niewielkimi rolami w off-Broadwayowskim teatrze Cherry Lane. Tam też miał miejsce jej debiut reżyserski The Thirteenth God.
Malina poznała swojego męża i zarazem wieloletniego współpracownika, Juliana Becka, w wieku 17 lat. Ślub odbył się w październiku 1948 roku. Beck, z zawodu artysta-malarz, dał się z czasem wciągnąć w organizowany przez Malinę teatr polityczny. W roku 1947 założyli The Living Theatre, którym kierowali wspólnie aż do śmierci Becka. 
Małżonkowie żyli w związku otwartym: Beck mimo relacji z Judith, miał skłonności homoseksualne i spotykał się z mężczyzną; ona angażowała się w relacje z innymi mężczyznami. Wspólnie mieli dwoje dzieci: syna Garricka i córkę Ishę. W 1963 roku prowadzony przez parę teatr został zamknięty z powodu niepłacenia podatków, a Beck i Malina zostali skazani na wyrok 5 lat w zawieszeniu za obrazę sądu. Artyści postanowili wraz z grupa opuścić Stany Zjednoczone. Kolejne pięć lat teatr spędził w Europie, tworząc coraz bardziej radykalne przedstawienia. Zwieńczeniem europejskiej aktywności był słynny spektakl Paradise Now w 1968 roku. W 1969 roku zespół rozpadł się. Siedmioosobowa grupa z Beckiem i Maliną zachowała nazwę teatru i wyruszyła do Brazylii, gdzie artyści zostali uwięzieni na dwa miesiące pod politycznymi zarzutami przez rząd wojskowy. W 1972 grupa odwiedziła Stany Zjednoczone, promując książkę Maliny The Enormous Despair, zawierającą fragmenty z dzienników artystki, zapis poczucia zagrożenia i wrogości podczas przewrotu społecznego końca lat 60. Na stałe artyści powrócili do Stanów Zjednoczonych w 1983 roku, a w rok później zmarł Julian Beck. Nowym współpracownikiem, od 1988 także mężem Maliny, został Hanon Reznikov, który współtworzył teatr aż do śmierci w roku 2008. Malina do śmierci pozostała dyrektorką artystyczną swojego teatru.

## Filmografia
- 1975 Pieskie popołudnie (Dog Day Afternoon) jako Vi-Matka
- 1987 Złote czasy radia (Radio Days) jako pani Waldbaum
- 1987 Chinka (China Girl) jako pani Monte
- 1990 Przebudzenia (Awakenings) jako Rose
- 1991 Rodzina Adamsów (The Addams Family) jako babcia
- 1993 Święci domowego ogniska (Household Saints) jako Carmela Santangelo
- 1998 Melodie miłości (Music from Another Room) jako Clara Klammer

## Publikacje
- Entretiens avec le Living Théâtre (z Julianem Beckiem i Jean-Jaques'em Lebelem) (1969)
- We, The Living Theatre (z Julianem Beckiem i Aldo Lastagmo) (1970)
- Paradise Now (z Julianem Beckiem) (1971)
- The Enormous Despair, Diaries 1968-89 (1972)
- Le Legs de Cain: trois projets pilotes (z Julianem Beckiem) (1972)
- Frankenstein (Venice Version) (z Julianem Beckiem) (1972)
- Sette meditazioni sul sadomachismo politico (z Julianem Beckiem) (1977)
- Living Heist Leben Theater (z Imke Buchholzem) (1978)
- Diary excerpts Brazil 1970, Diary of Bologna 1977 (1979)
- Poems of a Wandering Jewess (1982)
- The Diaries of Judith Malina: 1947-1957 (1984)

## Wybrane nagrody i wyróżnienia[2]
- Lola d’Annunzio award (1959)
- Page One Award (1960)
- Obie Award (1960, 1964, 1969, 1975, 1987, 1989)
- Creative Arts Citation, Brandeis University (1961)
- Grand Prix du Théâtre des Nations (1961)
- Paris Critics Circle medallion (1961)
- Prix de L’Université de Paris (1961)
- New England Theater Conference Award (1962)
- Olympio Prize (1967)
- Guggenheim Fellowship (1985)
- Upamiętnienie Judith Maliny w American Theatre Hall of Fame (2003)
- Artistic Achievement Award przyznana przez New York Innovative Theatre Awards (2008)
- Edwin Booth Award przyznana przez Doctoral Theatre Students Association of the City University of New York (2009)